# 1940 dans les Pyrénées-Orientales
Chronologie des Pyrénées-Orientales
- 1936
- 1937
- 1938
- 1939
- 1940
- 1941
- 1942
- 1943
- 1944

Cette page recense des événements qui se sont produits durant l'année 1940 dans les Pyrénées-Orientales.

## Contexte et situation
En 1940, le département continue de gérer l'afflux de dizaines de milliers de réfugiés espagnols (Retirada). Après le début de la Deuxième guerre mondiale, il accueille également d'autres personnes fuyant le nazisme.
L'événement majeur au niveau local est l'aiguat, en octobre, trois jours de pluies torrentielles et d'inondations catastrophiques dévastant la région et entrainant une cinquantaine de morts.

## Chronologie

### Mars
- 20 : le conseiller municipal de Perpignan Fernand Gély, « suspect du point de vue national » car communiste, est déchu de cette fonction.

### Juin
- 3 : arrestation du militant communiste André Gendre. Il sera interné dans des camps en France, puis en Algérie, et ne reviendra dans le département que le 24 octobre 1944.
- 7 : Les habitants de Menton (Alpes-Maritimes), évacués, sont transférés dans le département[1].
- 18 : Fernand Musso est nommé préfet du département (il le restera jusqu'au 17 septembre) en remplacement de Raoul Didkowski, en poste depuis 1936.

### Août
- 17, à Rivesaltes : environ deux cents militaires sénégalais manifestent devant la mairie. Les autorités soupçonnent la manifestation d'avoir été téléguidée par des militants communistes locaux.
- 25, à Rivesaltes : le militant communiste André Lacoste est arrêté, sans doute en liaison avec la manifestation du 17. Il sera libéré le 20 septembre 1941 et reprendra son action de résistance.
- aux alentours du 25, les militants communistes rivesaltais Émile Dardenne, Georges Comails et Antoine Lévy sont également arrêtés.

### Septembre
Au cours de ce mois, l'USAP déménage du Stade Jean-Laffon pour s'installer au stade Aimé Giral.
- 4 : les quatre militants rivesaltais arrêtés en août sont transférés à Castelnaudary, dans l'Aude.
- 15 (environ) : Arrivée dans le département de Lisa Fittko (1909-2005), militante antinazie. Elle organise immédiatement une filière de passage vers l'Espagne depuis Banyuls-sur-Mer.
- 17 : Fernand Musso quitte ses fonctions de préfet. Raymond de Belot est nommé à sa place.
- 25 : Raymond de Belot prend ses fonctions de préfet.
- 25 : Arrivée à Port-Vendres de Walter Benjamin, philosophe allemand fuyant le nazisme avec l'intention de passer en Espagne avec l'aide de Lisa Fittko. Il se suicidera à Portbou le lendemain.

### Octobre
- 5 : le journal d'extrême-droite Le Roussillon, qui avait cessé de paraître à cause de la guerre le 9 septembre 1939, reparaît.
- 13 : l'USAP joue son premier match dans le nouveau stade Aimé-Giral, contre une sélection catalane[2].
- Du 16 au 20 : Aiguat de 1940, inondations catastrophiques faisant une cinquantaine de morts dans le département et occasionnant de nombreux dégâts. Le 17, record d'Europe de la plus grande quantité d'eau tombée en 24 heures[3]. L'entreprise chocolatière Cantaloup-Catala décide d'abandonner son atelier d'Arles-sur-Tech, détruit, pour déménager à Perpignan.
- 22 : Le ministre de l'agriculture, Pierre Caziot accompagné du préfet de Bellot, visite Perpignan puis les régions les plus dévastées par l'aiguat : Céret, Palalda, Amélie-les-Bains[4].

### Novembre
- 12 : l'ancien conseiller municipal communiste de Perpignan Fernand Gély est arrêté. Il sera libéré le 21 avril 1942.
- nuit du 25 au 26 : des tracts communistes sont collés sur les murs de Perpignan.
- 27 : Quinze personnes, dont Honoré Frigola, accusé d'être « suspect du point de vue national », sont arrêtées pour avoir participé au collage de tracts communistes. Frigola sera déporté en Algérie, puis (en 1942), gracié et rentrera pour reprendre ses activités de résistance.
- 28, gare de Perpignan : Georges Gaillac salue, avec le poing levé, des opposants (probablement communistes) au régime en cours de transfert vers un lieu de détention. Il est arrêté peu après. Il sera libéré en janvier 1942.

### Décembre
- 1er : dissolution du conseil municipal de Perpignan par les autorités de Vichy.
- 7 : une délégation spéciale est nommée par Vichy pour remplacer le conseil municipal de Perpignan, elle est dirigée par Antoine Castillon.
- 24 : Jean Poch, responsable départemental du Parti communiste, est arrêté. Il est remplacé dans cette fonction par Pierre Garcias.
- 28 : Augustin David-Gastu, président de la Chambre d'Agriculture des Pyrénées-Orientales, meurt. Il sera remplacé dans cette fonction par Joseph Denoyés le mois suivant.

## Naissances
- 14 février, à Perpignan :  Renée Soum, future députée (1981-1988)
- 8 mai, à Perpignan : Georges Dunyach (mort en 2002), futur dessinateur de presse.
- Au Perthus : Joan Tocabens, futur écrivain de langue catalane

## Décès
- 4 juin : Albert Salsas (né en 1864), historien.
- 4 septembre, à Perpignan : Émile Drancourt (né en 1861 à Saint-Laurent-de-Cerdans), viticulteur, qui fut au tournant du XXe siècle un des principaux marchands de vin de Perpignan.
- 10 septembre, à Céret : Joseph Parayre (né en 1893), député (1931-1937) puis sénateur qui n'a pas pris part au vote, le 10 juillet, pour attribuer les pleins pouvoirs au maréchal Pétain.
- 26 décembre, à Saint-Cyprien, Augustin David-Gastu (né en 1864 à Philippeville, Algérie), viticulteur, maire de Saint-Cyprien de 1903 à sa mort.
- à Ponteilla, Joseph-François Jaubert (né en 1864 à Ponteilla) oncle de Marcel Pagnol, connu sous le surnom d'Oncle Jules.